# Негреев, Всеволод Фёдорович
Всеволод Фёдорович Негреев (22 июня 1903, Керчь, Таврическая губерния — 2 ноября 1967, Баку) — советский учёный в области коррозии металлов, доктор технических наук, профессор, член-корреспондент Академии наук Азербайджана, лауреат Ленинской премии.

## Биография
Родился 22 июня 1903 года в городе Керчь. Окончил Керченскую мужскую Александровскую гимназию (1920), два курса технологического факультета Краснодарского политехнического института (1924) и химико-технологический факультет Азербайджанского индустриального института (1930).
В 1926—1927 помощник лаборанта и лаборант химической лаборатории на заводе им. лейтенанта Шмидта, 1927—1929 ассистент испытательной станции «Азнефти», в 1929—1959 химик, с 1930 г. помощник заведующего, с 1933 г. заведующий химической лабораторией Азербайджанского научно-исследовательского института переработки нефти, впоследствии реорганизованной в лабораторию коррозии металлов.
В 1959—1960 — заведующий отделом Государственного проектного института «Денизнефть»,
В 1961—1967 заведующий лабораторией Института органической и физической химии АН Азербайджанской ССР.
Преподавал в вузах г. Баку. С 1930 по 1949 год читал курс технологии минеральных веществ, аналитической и общей химии в Азербайджанском индустриальном институте им. Азизбекова . С 1934 года доцент кафедры аналитической химии Азербайджанского государственного университета им. С. М. Кирова, а с 1938 по 1941 год заведующий кафедрой.
Кандидат химических наук (1938, степень присвоена без защиты диссертации), доктор технических наук (1951), член-корреспондент Академии наук Азербайджанской ССР (1960).
Установил новые закономерности, объясняющие процесс протекания морской коррозии стали и дающие возможность правильно организовать защитные мероприятия. При его участии разработан оригинальный метод электрохимической защиты свай от коррозии в морских условиях. Установил, что лакокрасочные покрытия в некоторых случаях способны активировать коррозионный процесс. Участвовал в разработке новых защитных покрытий. Предложил метод катодной защиты нефтяных морских сооружений, нашедший широкое применение. Позже он применялся и для защиты морских судов.
Лауреат Ленинской премии (в составе авторского коллектива). Заслуженный деятель науки и техники Азербайджанской ССР.
Подготовил 6 докторов наук и 50 кандидатов наук.
Умер 2 ноября 1967 года в Баку.